# 光萼小蜡
光萼小蜡（学名：Ligustrum sinense var. myrianthum）是木犀科女贞属小蜡的变种。分布于中国大陆的陕西、江西、云南、福建、四川、湖南、湖北、贵州、广西、广东、甘肃等地，生长于海拔130米至2,700米的地区，常生于山谷、溪边的密林、山坡、疏林及灌丛中，目前尚未由人工引种栽培。

## 别名
苦味散（贵州）